# Comidoblemmus nipponensis
Comidoblemmus nipponensis är en insektsart som först beskrevs av Tokuichi Shiraki 1911.  Comidoblemmus nipponensis ingår i släktet Comidoblemmus och familjen syrsor. Inga underarter finns listade i Catalogue of Life.